# Bruno Čtvrtečka
Bruno Čtvrtečka (ur. 6 kwietnia 1843 w Wambierzycach, zm. 16 lutego 1922 w Broumovie) – 57. opat klasztoru benedyktyńskiego w Broumovie, w latach 1887–1922.

## Działalność budowlana
Za panowania opata rozbudowano m.in.:
- browar w Broumovie z kartuszem zawierającym herb klasztoru[2], rok 1888 i inicjały B.A.B. oznaczające Brunona Čtvrtečkę[1] opata w Broumovie (łac. Abbas Braunensis)[3].